# Fahlgesichtschnäpper
Der Fahlgesichtschnäpper (Tregellasia capito), auch Graugesichtschnäpper genannt, ist eine Vogelart der Gattung Tregellasia aus der Familie der Schnäpper (Petroicidae), die ausschließlich zur Avifauna Australiens gehört. Er gehört zu den Vogelarten, bei denen kooperatives Brutverhalten vorkommt.
Die Bestandssituation des Fahlgesichtschnäppers wird mit nicht gefährdet (least concern) angegeben. Es werden zwei Unterarten unterschieden.

## Erscheinungsbild

### Körperbau
Der Fahlgesichtschnäpper erreicht eine Körperlänge von 12,5 bis 13,5 Zentimeter und eine Flügelspanne von 22,5 Zentimeter. Von der Körperlänge entfallen rund 5,1 bis 6,1 Zentimeter auf das Schwanzgefieder. Der Schnabel misst 1,1 bis 1,6 Zentimeter. Das Gewicht liegt zwischen 12,5 und 18,2 Gramm. Es besteht kein Geschlechtsdimorphismus.

### Adulte Vögel

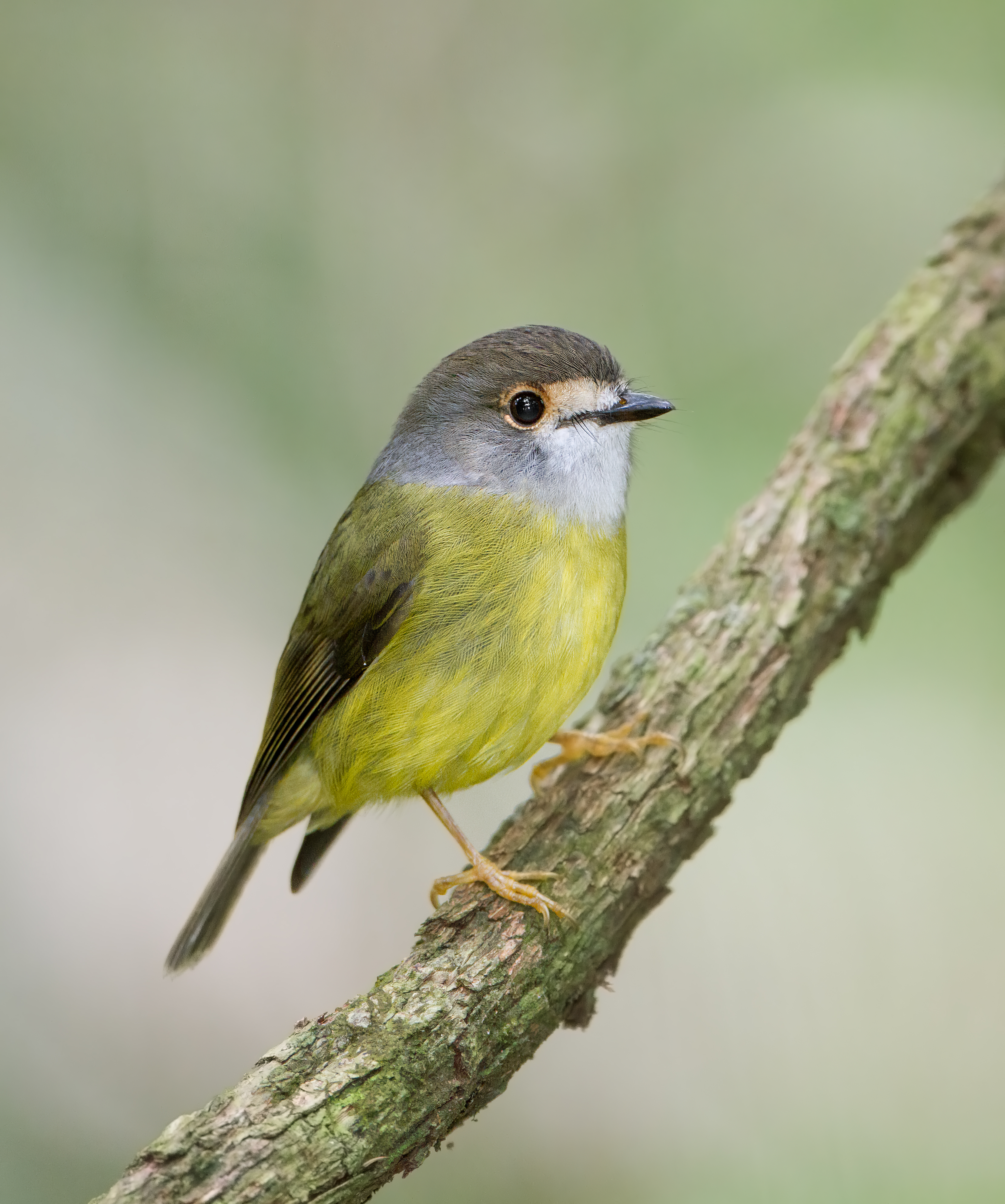
Fahlgesichtschnäpper

Der Scheitel und die Kopfseiten sind olivgrau, die Gesichtsseiten dagegen hellgrau mit auffälligen weißen Stirnseiten, Zügeln und einem weißen Kinn sowie einer ebenso gefärbten oberen Kehle und einem schmalen weißen Orbitalring. Die Körperoberseite ist ansonsten olivgrau, das Schwanzgefieder ist dunkel graubraun mit weißlichen Säumen an den Federspitzen.
Die untere Kehle ist zitronengelb, die übrige Körperunterseite ist matt zitronengelb mit einer leicht olivbraunen Tönung an Brust- und Bauchseiten sowie den Flanken. Das Schwanzgefieder ist auf der Unterseite graubraun. Der Schnabel und das Schnabelinnere sind schwarz, die Iris ist dunkelbraun. Die Beine und Füße sind matt orange bis mattgelb.

### Jungvögel
Jungvögel sind zunächst mehr rötlichbraun. Vorderkopf, Scheitel und Ohrdecken sind weißlich längsgestrichelt, die Körperoberseite ist lichtgrau gestrichelt. Brust, Flanken und Unterschwanzdecken sind rötlich-braun bis braun, die übrige Körperunterseite ist weißlich mit einem leichten Braunton.

## Verwechslungsmöglichkeiten
Es besteht eine oberflächliche Ähnlichkeit mit dem Goldbauchschnäpper. Dieser hat ebenfalls eine teils gelbe Körperunterseite. Bei dieser Art ist das Gelb jedoch leuchtender und reiner. Auf der Körperoberseite ist der Goldbauchschnäpper überwiegend grau, dagegen ist der Bürzel und die Oberschwanzdecken olivfarben. Der Fahlgesichtschnäpper ist geringfügig kleiner als diese Art und zierlicher im Körperbau. Die beiden Arten lassen sich außerdem durch ihr Verhalten unterscheiden: Der Goldbauchschnäpper ist unruhiger, hebt immer wieder das Schwanzgefieder an und zuckt mit den Flügeln, was der Fahlgesichtschnäpper in der Regel nicht tut.

## Verbreitungsgebiet und Lebensraum

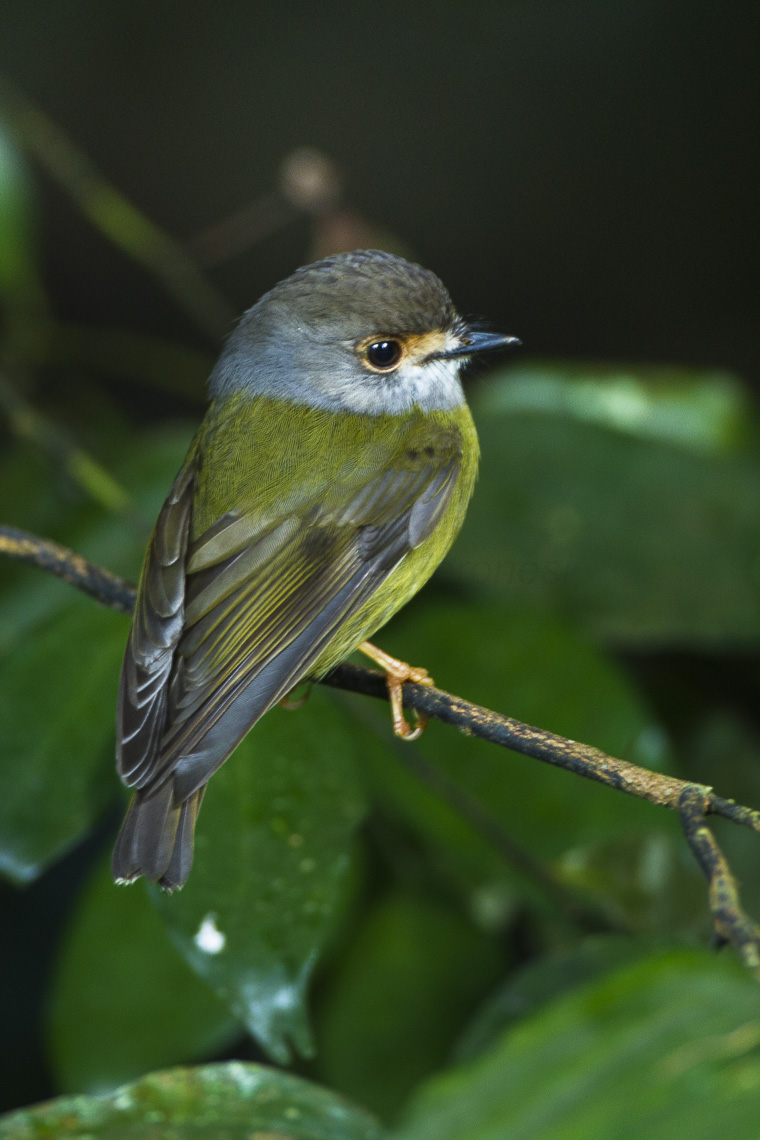
Fahlgesichtschnäpper, Queensland

Der Fahlgesichtschnäpper kommt in zwei disjunkten Verbreitungsgebiete an der östlichen Küste Australiens vor. Das Verbreitungsgebiet erstreckt sich von Cooktown und den Atherton Tablelands auf der Kap-York-Halbinsel bis etwa zum Paluma-Range-Nationalpark. Die zweite australische Population lebt in einer Region im Südosten von Queensland und New South Wales, die von K’gari bis zum Manning River reicht.
Es werden in diesem Verbreitungsgebiet zwei Unterarten unterschieden;
- T. c. nana (E. P. Ramsay, 1878) – die nordöstliche Population von Cooktown bis zur Paluma Range
- T. c. capito (Gould, 1854) – die Nominatform, die im Südosten von Queensland und New South Wales vorkommt.

Der Lebensraum des Fahlgesichtschnäppers sind Regenwälder und feuchte Eukalyptuswälder in gemäßigten, subtropischen und tropischen Klimazonen. Die Höhenverbreitung reicht von den Tiefebenen bis in Höhenlagen von 1500 Metern.

## Lebensweise
Der Fahlgesichtschnäpper lebt einzelgängerisch, paarweise oder in kleinen Familiengruppen. Es ist ein ruhiger, unauffälliger Vogel, der häufig für ein bis drei Minuten bewegungslos auf einem Ast sitzt, bevor er in den nächsten Baum oder auf den Boden fliegt, um dort Insekten zu fangen. Seine Nahrung besteht fast ausschließlich aus Insekten, nur gelegentlich frisst er auch Samen. Seine Nahrung findet er auf dem Boden und im Blattwerk von Bäumen. In Regenwäldern sucht er häufiger in Baumkronen nach Nahrung, in feuchten Eukalyptuswäldern kommt er dagegen häufiger auf den Boden. Beutetieren lauert er von Ansitzwarten aus auf, er fängt sie häufig auch im Flug.

## Fortpflanzung
Die Brutzeit des Fahlgesichtschnäppers fällt in den Zeitraum von August bis Januar. Es sind territoriale Vögel, die als Paar oder als Brutgruppe ein kleines Revier verteidigen, das etwa ein Hektar groß ist.

### Nest, Gelege und Jungvögel
Das Nest befindet sich gewöhnlich in dichter Vegetation, häufig in der Nähe von Fließgewässern. Es ist ein offenes, napfförmiges Nest, das aus Gras, Blättern, kleinen Wurzeln, schmalen Rindenstreifen und Lianen gebaut wird. Gelegentlich werden auch Spinnweben verbaut. Das Gelege besteht aus zwei Eiern. Es brütet alleine das Weibchen, das vom Männchen gefüttert wird. Das Weibchen verlässt allerdings immer wieder für eine kurze Zeit das Gelege, um zu baden, das Gefieder zu putzen und selbst nach Nahrung zu suchen. Die Brutzeit beträgt 14 bis 18 Tage. Die Nestlinge werden von den Elternvögeln und gelegentlich auch anderen Fahlgesichtschnäppern (siehe Kooperatives Brutverhalten) gefüttert. Sie sind nach 15 bis 19 Tagen flügge. Zu dem Zeitpunkt, zu dem sie das Nest verlassen, sind sie jedoch noch nur eingeschränkt flugfähig. Sie sitzen dann häufig eng beieinander im dichten Unterholz oder Kletterpflanzendickichten ein bis drei Meter oberhalb des Erdbodens. Sie werden von den Elternvögeln über sieben bis acht Wochen nach dem Ausfliegen weiter betreut. Die sogenannten „Helfer“ sind an der Betreuung nach dem Ausfliegen nicht beteiligt.

### Kooperatives Brutverhalten
Der Fahlgesichtschnäpper gehört zu den Vogelarten, bei dem immer wieder kooperatives Brutverhalten beobachtet wird. Solche Brutgruppen bestehen aus einem dominierenden Männchen, ein bis zwei ausgewachsenen Weibchen und ein bis zwei weiteren Männchen. Es wird davon ausgegangen, dass in vielen Fällen diese Männchen zum Nachwuchs des Brutpaares aus vorangegangenen Bruten gehören. Nachkommen aus Bruten verbleiben häufiger in den Brutrevieren der Elternvögel.
Bei 15 über zwei Brutzeiten beobachteten Paaren hatten sechs einen solchen Helfer. Dieser blieb jeweils eine Brutzeit im Revier des Brutpaares. Diese Helfer beteiligen sich an der Verteidigung des Reviers und an der Fütterung der Jungvögel. Verstirbt das dominante Männchen, übernehmen sie seine Rolle.